# Giovanni Battista Rampoldi
Giovanni Battista Rampoldi, né le 17 août 1761 à Uboldo en Lombardie et mort le 21 août 1836 à Milan, est un pédagogue, géographe et fonctionnaire italien, érudit et historien du monde musulman, ainsi qu'un auteur polygraphe.

## Biographie
Rampoldi est un personnage isolé, qui opère en dehors du milieu universitaire : l'activité dont il tire sa subsistance consiste en un travail à la douane de Milan, où il occupe un poste de niveau intermédiaire. Cependant, pour des raisons peu claires liées à son travail, entre 1780 et 1790, il a l'occasion de faire plusieurs voyages en Afrique et en Orient (Turquie, Syrie, Égypte, Afrique du Nord), ce qui lui donne l'occasion d'apprendre l'arabe, bien que de manière imparfaite,  et de développer une connaissance du monde musulman.

### Annales musulmanes
Son œuvre principale comprend les douze volumes des Annales musulmanes , publiées entre 1822 et 1826 . Il s'agit d'un recueil de compilation, qui, dans son contenu, dépend dans une large mesure des travaux des chercheurs européens, notamment des articles contenus dans la Bibliothèque Orientale, ouvrage de Barthélemy d'Herbelot de Molainville rassemblés dans forme de dictionnaire. 
Malgré leur caractère de compilation, les Annales constituent un ouvrage important : Rampoldi, dans le but de « rassembler les souvenirs les plus anciens du monde musulman dans un corpus historique et chronique », devient l'auteur de « la première tentative d'une vaste histoire des États islamiques ». Autre caractéristique précieuse de l'ouvrage : l'absence, en plein esprit des Lumières, de tout préjugé à l'égard du monde musulman, même si l'auteur, en comparant l'empire califal islamique avec l'empire romain, accorde une préférence personnelle à ce dernier, une prédilection toutefois, fondée uniquement sur la raison politique, et non la raison religieuse.
Cependant, l'œuvre de Rampoldi, isolée des circuits académiques, n'a aucune influence sur l'orientalisme italien de l'époque. À l'heure actuelle, l'une des difficultés rencontrées dans l'exploitation de sa compilation réside dans l'utilisation qu'il fait des sources, ce qui se traduit souvent par des problèmes pour déterminer la provenance des nombreuses citations d'auteurs, lorsqu'on veut discerner l'information de première main de ceux qui font référence à des œuvres d'autres auteurs européens.

### Autres œuvres
Il écrit également une biographie de Mahomet, publiée à Milan en 1823.
Il est aussi un auteur prolifique d'ouvrages de compilation sur des sujets de nature très disparate : sa veine d'auteur polygraphique s'exprima dans des ouvrages géographiques, chorographiques, pédagogiques, historiques , etc. Parmi eux se trouvaient une Chorographie d'Italie , publiée en trois volumes en 1831-1833, et des ouvrages encyclopédiques destinés à l'éducation des jeunes et des adultes.

## Travaux
- Annali musulmani , 12 volumes, Milan, Felice Rusconi, 1822-1826.
- Vita di Maometto, scritta dall'autore degli Annali musulmani', Milan, Felice Rusconi, 1823 (lire en ligne).
- Nuova encyclopedia de' fanciulli, o Sia idee generali delle cose nelle quali i fanciulli debbono essere ammaestrati , Milan, 1820 ; réédition : Milan, G. Silvestri (coll. « Biblioteca scelta di opere italiane antiche e moderne », no  455), 1843, VIII-336 p.
- Nuovo dizionario degli uomini illustri , Milan, 1822-1823.
- Manuale di cronologia universale , Milan, 1828.
- Corografia dell'Italia, Milan, 1832-1836, 3 vol.